# Église Notre-Dame-de-la-Présentation des Orres
Pour les articles homonymes, voir Église Notre-Dame-de-la-Présentation de Shawinigan.
L'église Notre-Dame-de-la-Présentation, dite aussi parfois église de Mélézet, est une église catholique des Orres, en France.

## Description
L'église Notre-Dame-de-la-Présentation s'élève dans le centre du Mélézet, un hameau de la commune des Orres, dans les Hautes-Alpes. Dédiée à la présentation de Marie au Temple, elle est rattachée au diocèse de Gap et d'Embrun, dans la paroisse d'Embruns et Savines.

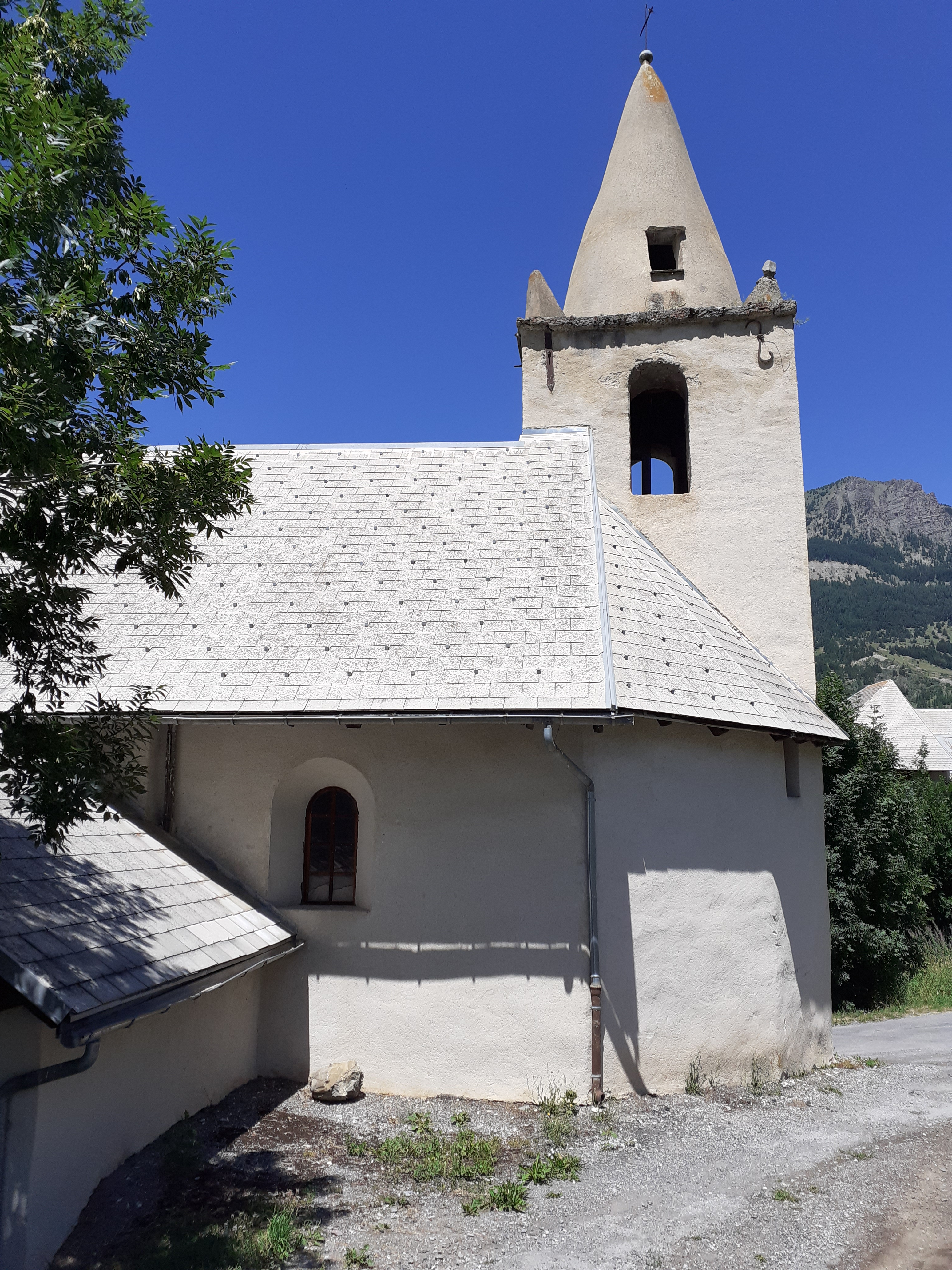
Vue sud de l'église de Mélézet.
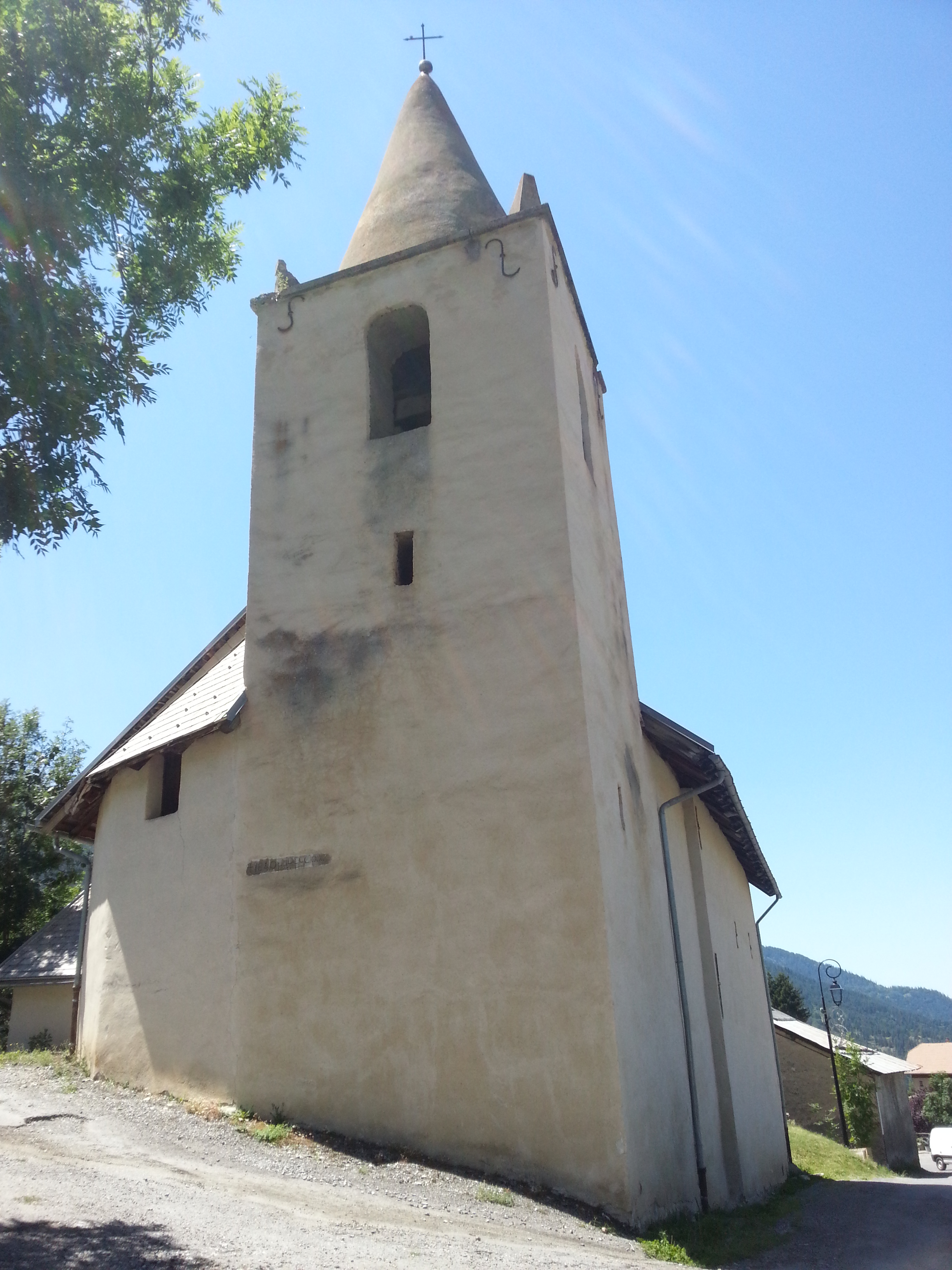
Vue du clocher.
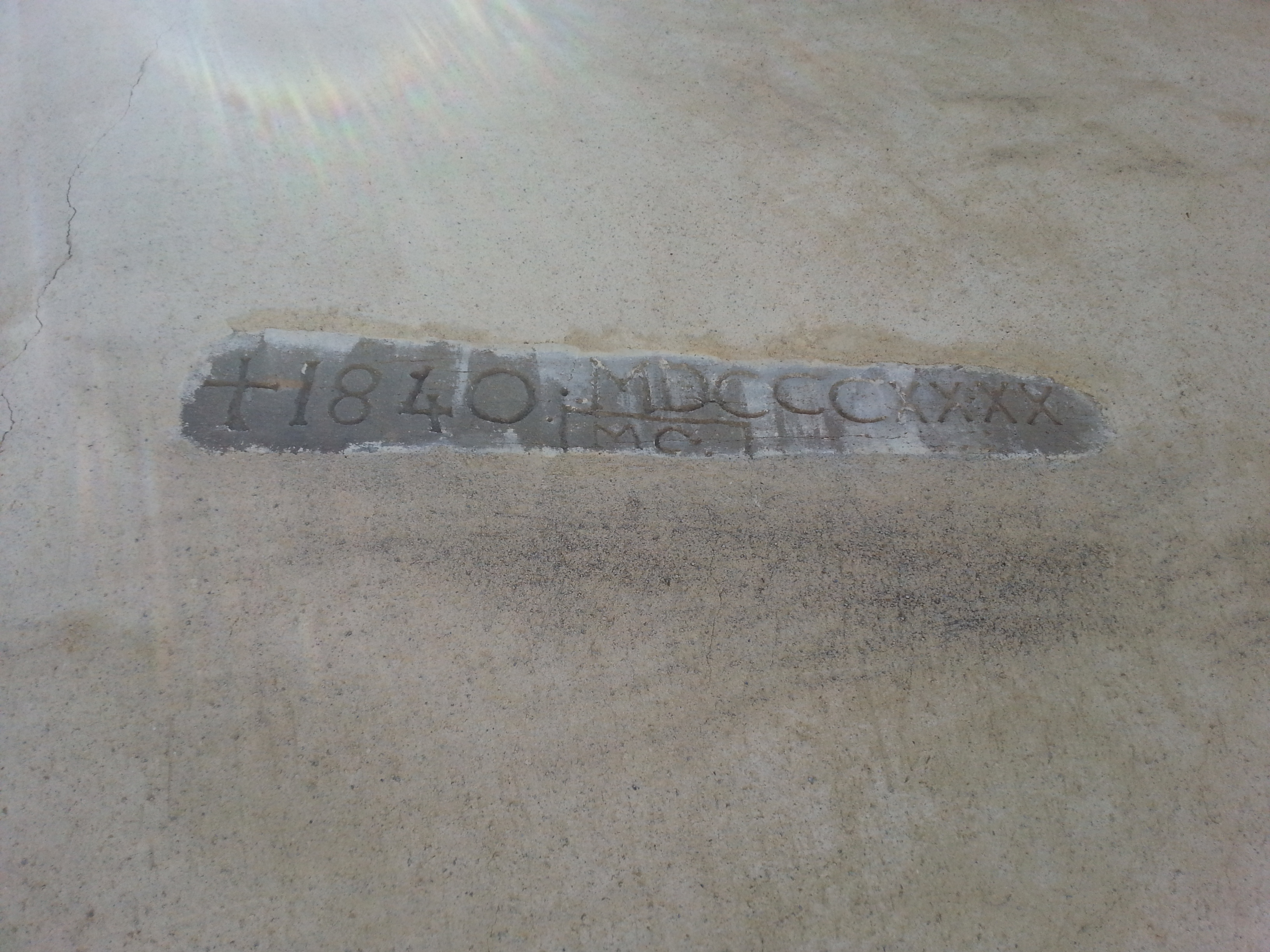
Détail sur le clocher.
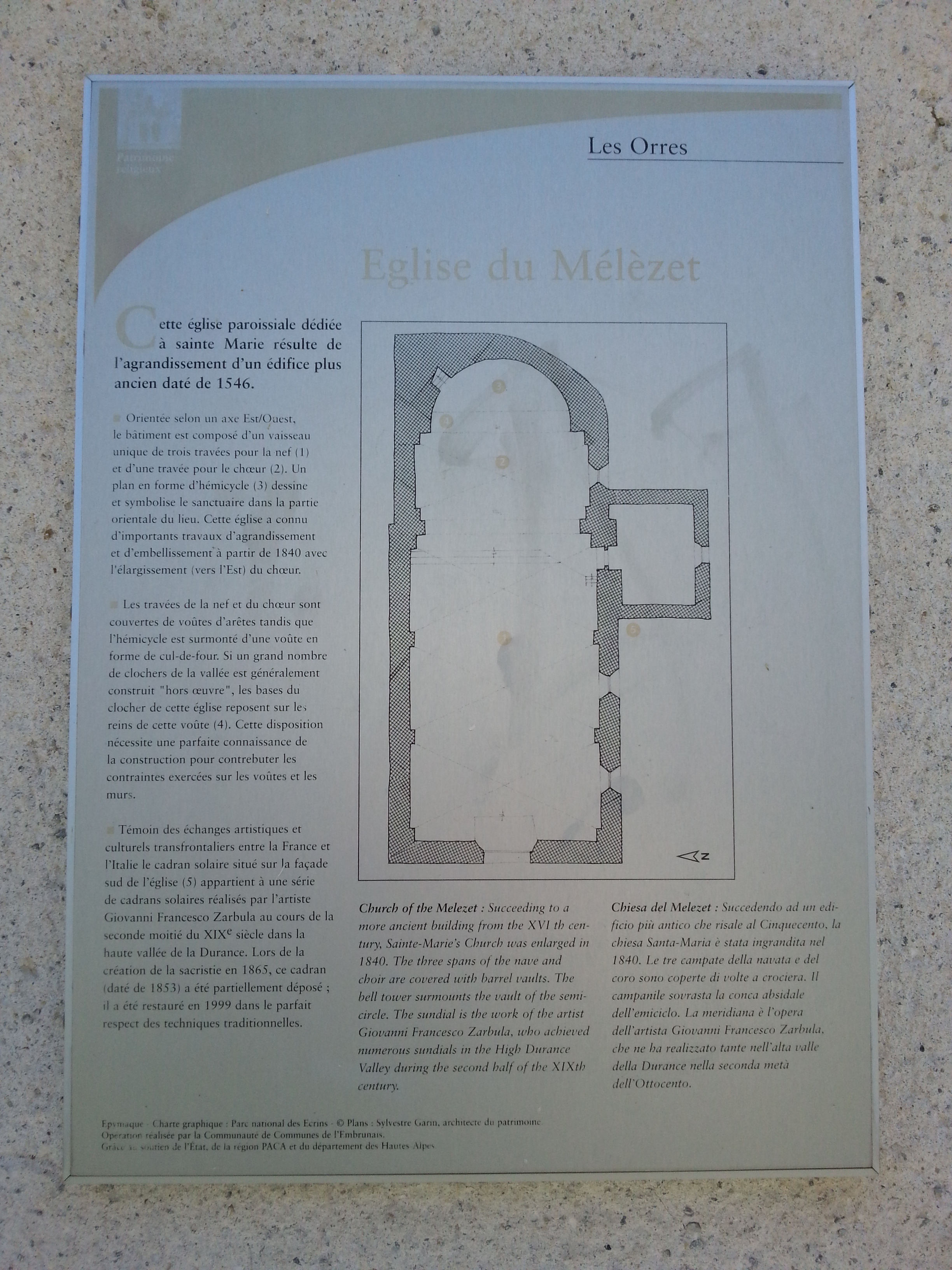
Panneau d'information et plan.

## Cadran solaire
La façade sud de l'église comporte un cadran solaire réalisé par le cadranier Zarbula. Il s'agit d'un cadran vertical muni d'un style en métal, dont la décoration est peinte à fresque, suivant la technique habituelle de Zarbula. Le pourtour du cadran est numéroté de 7 heures du matin à 6 heures du soir et comporte des lignes horaires et demi-horaires rayonnant du centre, matérialisé par un soleil peint.
Le cadran est peint sur un fond jaune et est surmonté d'un drapé vert et entouré d'un encadrement rouge en trompe-l'œil. Dans les deux coins supérieurs, l'artiste a représenté deux oiseaux. La date de réalisation, 1853, est peinte au-dessus du cadran.

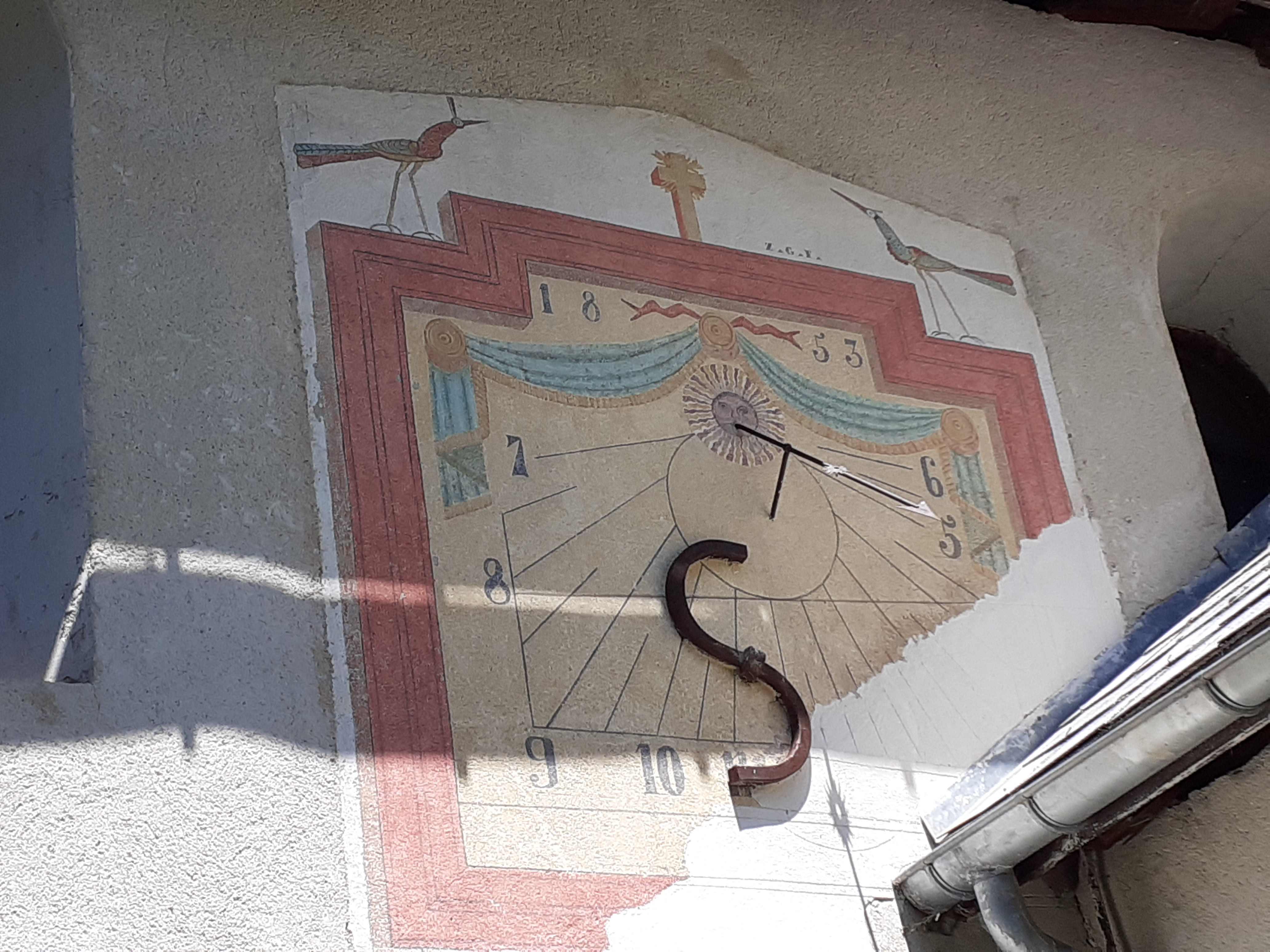
Le cadran solaire avec les dégâts des travaux de la mise en place de la sacristie.

## Historique
L'église Notre-Dame-de-la-Présentation date probablement du XVIIIe siècle. Elle est agrandie en 1865 par ajout d'une abside, d'une travée de nef et d'une sacristie.
Le cadranier Giovanni Francesco Zarbula peint le cadran solaire en 1853. Celui-ci est inscrit au titre des monuments historiques en 1997. Abimé lors de la construction de la sacristie, il est restauré en 1999.